# Loyd Blankenship
Loyd Blankenship (também conhecido por The Mentor) é um conhecido hacker e escritor americano. Na década de 1980 foi um dos membros fundadores da Legion of Doom, grupo de hackers.